# アルトゥル・ノガ
アルトゥル・ノガ（Artur Noga、1988年5月2日 ‐ ）は、ポーランド・ラチブシュ出身でハードルが専門の陸上競技選手。110mハードルの自己ベストは13秒26のポーランド記録保持者。2008年北京オリンピック男子110mハードルのファイナリスト（5位）である。

## 経歴
2006年8月に世界ジュニア選手権の男子110mハードル（99.0cm）に出場。準決勝を13秒43（-1.4）の大会記録で突破すると、決勝では準決勝のタイムを更に縮める13秒23（+1.5）の大会記録で優勝し、この種目ではポーランド勢初の金メダリストとなった。
2008年8月に北京オリンピックの男子110mハードルに出場。2次予選と準決勝をそれぞれ13秒36（0.0）と13秒34（-0.4）の自己ベストで突破し、この種目では1980年モスクワ大会で5位になったJan Pusty以来、28年ぶりにポーランド人ファイナリストとなった。決勝は13秒36（+0.1）で5位に入り、Jan Pustyと並ぶポーランド勢最高成績を記録した。
2012年7月1日にヨーロッパ選手権の男子110mハードル決勝で13秒27（+0.5）のポーランドタイ記録（当時）を樹立。Artur Kohutekが1997年と1998年にマークした記録に並ぶとともに、セルゲイ・シュベンコフ（13秒16）、ガーフィールド・ダリエン（13秒20）に次ぐ3位に入り銅メダルを獲得した。
2013年8月25日にワルシャワミーティング（Warsaw meeting）の男子110mハードルで13秒26（+0.2）のポーランド記録を樹立し、単独でのポーランド記録保持者となった。

## 自己ベスト
記録欄の（　）内の数字は風速（m/s）で、+は追い風を意味する。
| 種目                  | 記録          | 年月日        | 場所       | 備考           |
| 屋外                  | 屋外          | 屋外          | 屋外       | 屋外           |
| --------------------- | ------------- | ------------- | ---------- | -------------- |
| 110mハードル          | 13秒26 (+0.2) | 2013年8月25日 | ワルシャワ | ポーランド記録 |
| 110mハードル (99.0cm) | 13秒23 (+1.5) | 2006年8月20日 | 北京       |                |
| 110mハードル (91.4cm) | 13秒59 (+0.9) | 2005年7月13日 | マラケシュ |                |
| 室内                  |               |               |            |                |
| 60mハードル           | 7秒64         | 2008年2月10日 | ワルシャワ |                |

## 主要大会成績
備考欄の記録は当時のもの
| 年   | 大会                          | 場所           | 種目  | 結果   | 記録          | 備考               |
| ---- | ----------------------------- | -------------- | ----- | ------ | ------------- | ------------------ |
| 2005 | 世界ユース選手権              | マラケシュ     | 110mH | 準決勝 | DNS           |                    |
| 2006 | 世界ジュニア選手権            | 北京           | 110mH | 優勝   | 13秒23 (+1.5) | 大会記録           |
| 2007 | ヨーロッパジュニア選手権 (en) | ヘンゲロー     | 110mH | 優勝   | 13秒36 (+1.5) | 大会記録           |
| 2008 | オリンピック                  | 北京           | 110mH | 5位    | 13秒36 (+0.1) |                    |
| 2009 | ヨーロッパU23選手権 (en)      | カウナス       | 110mH | 優勝   | 13秒47 (-0.7) |                    |
| 2009 | 世界選手権                    | ベルリン       | 110mH | 準決勝 | 13秒43 (+0.9) |                    |
| 2010 | ヨーロッパ選手権              | バルセロナ     | 110mH | 5位    | 13秒44 (-1.0) |                    |
| 2012 | 世界室内選手権                | イスタンブール | 60mH  | 8位    | 7秒74         |                    |
| 2012 | ヨーロッパ選手権              | ヘルシンキ     | 110mH | 3位    | 13秒27 (+0.5) | ポーランドタイ記録 |
| 2012 | オリンピック                  | ロンドン       | 110mH | 予選   | DNF           |                    |
| 2013 | 世界選手権                    | モスクワ       | 110mH | 準決勝 | 13秒35 (-0.3) |                    |
| 2014 | ヨーロッパ選手権              | チューリッヒ   | 110mH | 6位    | 14秒25 (+0.5) |                    |
| 2015 | 世界選手権                    | 北京           | 110mH | 準決勝 | 13秒37 (-0.1) |                    |
| 2015 | 世界軍人体育大会 (en)         | 聞慶           | 110mH | 2位    | 13秒79 (-0.9) |                    |